# Tulane University

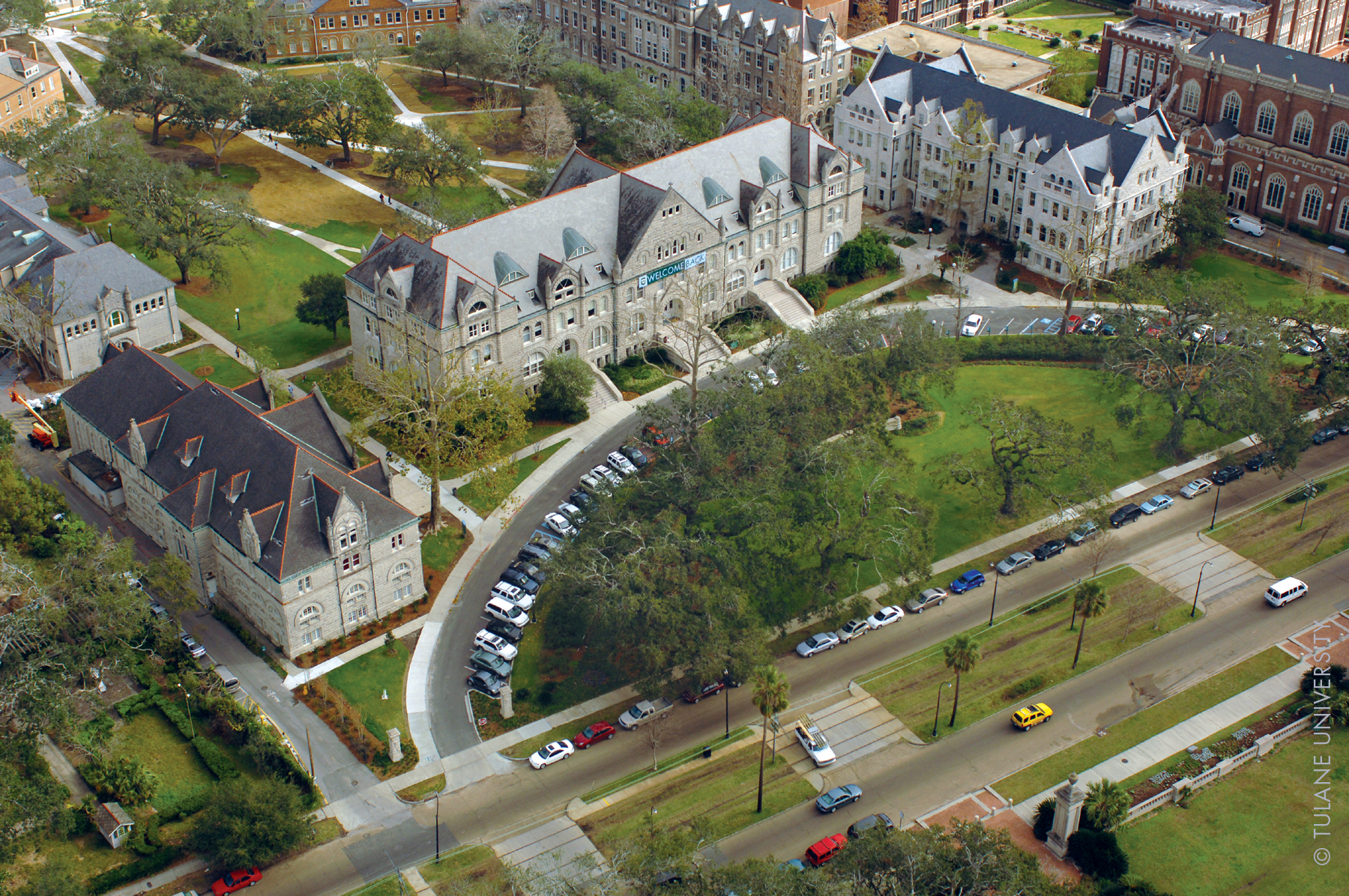
Universitätscampus

Die Tulane University, kurz TU, ist eine private, nicht konfessionsgebundene Universität in New Orleans im US-Bundesstaat Louisiana.
Sie wurde im Jahr 1834 gegründet und ist Mitglied der Association of American Universities, einem seit 1900 bestehenden Verbund führender forschungsorientierter nordamerikanischer Universitäten.
Die Tulane University ist als größte Universität neben der Louisiana State University, der University of New Orleans, der Loyola University, der Xavier University und der Dillard University ein wichtiges Forschungs- und Ausbildungszentrum der Stadt New Orleans sowie des Bundesstaates Louisiana. Die Universität bietet sowohl die US-typische Universitätsausbildung, eine Vielzahl von Graduiertenprogrammen sowie die Aus- und Fortbildung für die Bevölkerung der Stadt New Orleans.

## Geschichte

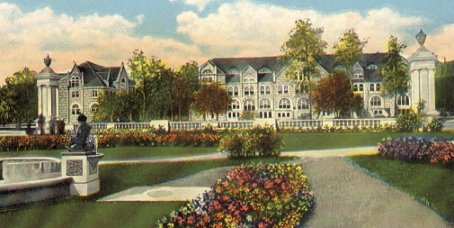
Gibson Hall im frühen 20. Jahrhundert

Die ursprünglich staatliche Hochschule wurde 1884 restrukturiert und privatisiert. Im Zuge dessen erhielt sie auch ihren heutigen Namen, nach dem reichen Kaufmann Paul Tulane, der der Universität nach seinem Tod mehr als 1 Mio. US-Dollar hinterlassen hatte.

## Freeman School of Business
Die 1914 gegründete Freeman School of Business bietet zurzeit über 1.500 Studenten Undergraduate-, MBA- und weitere Master-Studiengänge sowie Promotions- und Executive-Education-Programme an. Im Bereich Finance ist die Freeman School besonders bekannt für die Burkenroad Reports und rankt der Financial Times zufolge regelmäßig unter den zehn besten Hochschulen in diesem Bereich. Weiterhin führt das Entrepreneur Magazine die Einrichtung beständig unter den 20 führenden Hochschulen für Unternehmensführung; im Jahr 2009 auf Platz vier.
Alljährlich kommen führende Finanz- und M&A-Praktiker aus den gesamten USA nach Tulane, um dem Tulane Corporate Law Institute Forum beizuwohnen. Benannt wurde die Freeman School of Business nach Alfred B. Freeman, einem ehemaligen Vorstandsvorsitzenden der Coca-Cola Bottling Company und prominenten Philanthrop aus New Orleans.

## Sport
Die Sportteams der Tulane University sind die Tulane Green Wave. Die Hochschule ist seit 2014 Mitglied in der American Athletic Conference.

## Persönlichkeiten

### Dozenten
- Florian Cajori (1859–1930), schweizerisch-US-amerikanischer Mathematikhistoriker
- Harry A. Blackmun (1908–1999), Richter am obersten Gerichtshof der USA
- Robert King Merton (1910–2003), Soziologe
- George Henry Penn (1918–1963), Zoologe, nach ihm ist der George Henry Penn Memorial Award benannt
- James Carville (* 1944), Politikwissenschaftler
- Claire Messud (* 1966), Schriftstellerin
- Tania Tetlow (* 1971), Juristin, Präsidentin der Fordham University

### Absolventen

#### Kunst und Literatur
- Lynda Benglis (* 1941) 1964, Künstlerin
- John Kennedy Toole (1937–1969), Schriftsteller
- Lawrence Wright (* 1947), Schriftsteller, Journalist und Drehbuchautor

#### Wirtschaft
- Neil Bush (* 1955) 1979, Sohn des ehemaligen US-Präsidenten George Bush
- James H. Clark (* 1944), Mitbegründer von Silicon Graphics
- David Filo (* 1966) 1988, Mitbegründer von Yahoo!

#### Medien
- Doug Ellin (* 1968) 1990, Urheber der Serie Entourage
- Les Crane (1933–2008), Radio- und Fernsehmoderator
- Evan Farmer (* 1972) 1995, Schauspieler, Synchronsprecher und Sänger
- Paul Michael Glaser (* 1943) 1966, Schauspieler
- Lawrence Gordon (* 1936) 1958, Filmproduzent
- Lauren Hutton (* 1943) 1964, Schauspielerin und Fotomodell
- Enrique Murciano (* 1973) 1995, Schauspieler
- Bruce Paltrow (1943–2002) 1965, Film- und Fernsehproduzent
- Jake Paltrow (* 1975), Regisseur
- Jerry Springer (1944–2023) 1965, Politiker und Moderator
- Harold Sylvester (* 1949), Schauspieler
- Michael White (* 1954), Klarinettist

#### Sport
- Eddie Murray (* 1956), American-Football-Spieler
- Cairo Santos (* 1991), Footballspieler

#### Politik
- Howard Baker (1925–2014) 1945, Stabschef des Weißen Hauses von 1987 bis 1988
- Newton C. Blanchard (1849–1922) 1870, Gouverneur von Louisiana von 1904 bis 1908
- Hale Boggs (1914–1972) 1935, Politiker der Demokratischen Partei
- Murphy J. Foster (1849–1921) 1871, Gouverneur von Louisiana von 1892 bis 1900
- Newt Gingrich (* 1943), republikanischer Politiker
- Michael Hahn (1830–1886), 1851, Gouverneur von Louisiana von 1864 bis 1865
- Luther E. Hall (1869–1921) 1892, Gouverneur von Louisiana von 1912 bis 1916
- Huey Pierce Long (1893–1935), demokratischer Politiker, Gouverneur von Louisiana 1928–1932
- Lisa P. Jackson (* 1962), Politikerin, Leiterin der amerikanischen Umweltbehörde EPA
- Claudia Plattner (* 1973), Präsidentin des BSI
- Shalanda Young (* 1977), Direktorin des Office of Management and Budget